# Longford (Gloucestershire)
 (janvier 2025).
Si vous disposez d'ouvrages ou d'articles de référence ou si vous connaissez des sites web de qualité traitant du thème abordé ici, merci de compléter l'article en donnant les références utiles à sa vérifiabilité et en les liant à la section « Notes et références ».
Pour les articles homonymes, voir Longford.
Longford est une paroisse civile et un village du Gloucestershire, en Angleterre.
Le ruisseau Horsbere longe le village au nord.